# Carlos Alberto Richa
Carlos Alberto Richa, conocido como Beto Richa (Londrina, 29 de julio de 1965), es un político brasileño. Actualmente es el gobernador del Estado de Paraná.

## Biografía
Descendiente de inmigrantes libaneses, Es el hijo de José Richa, exgobernador de Paraná (1983-1986), y de Arlete Vilela Richa.

Su debut en la política fue en 1994 cuando fue elegido representante del estado con 22 000 votos. Cuatro años más tarde fue reelegido con el doble de votos. Durante sus dos mandatos en la Legislatura, Beto Richa ha presentado un gran número de proyectos. Muchos de ellos dieron lugar a leyes que han ayudado a mejorar las condiciones de vida de las familias en Paraná. Algunas copias fueron para el país, como la compensación garantizada a las familias de ex presos políticos. Otra ley importante es que las instituciones financieras que requieren la instalación de cámaras de filmación y de supervisión del sistema en los cajeros automáticos y mantener una vigilancia durante el período de operación del servicio.
También es obra de Beto Richa la ley que establece el Fondo Estatal para la Prevención del Abuso de Drogas. En su segundo mandato en la Asamblea Legislativa de Paraná, Beto Richa ha aprobado más de 20 proyectos que se han convertido en leyes.

### Vida pública
Su primera contienda electoral fue en 1992, como candidato al ayuntamiento de Curitiba por parte del PSDB. Obtuvo su primera victoria electoral con 1.882 votos, no logró elegir el concejal que faltan 240 votos y de fue una fiesta de primer suplente, que entonces tenía sólo 27 años.
Fue elegido dos veces diputado estatal, entre 1995 y 2000, año este último en el que fue nombrado viceprefecto de Curitiba, durante el gobierno de Cássio Tanaguchi. 
A pesar de que un diputado, Beto Richa se unió a los Comités Permanentes de la Asamblea Legislativa. Fue Vicepresidente del Comité de Finanzas y miembro de la Comisión de Constitución y Justicia, de Obras Públicas, de Transportes y de Comunicaciones, y los Derechos Humanos y Ciudadanía. Fue diputado de las Comisiones de Turismo y de Salud Pública.
Reconocido por diferentes grupos políticos, Beto Richa fue elegido en 2000 para ser el candidato a alcalde, Cassio Taniguchi. Electo tomó el primer año de gobierno de las Obras Públicas Municipales.
Trabajo en el Ayuntamiento, Beto Richa abrió las puertas de su oficina a la población de Curitiba, recibir sugerencias y de escuchar las críticas de los residentes de 75 barrios.

### Ayuntamiento de Curitiba
En el año 2004 a los 39 años, Richa derrotó al candidato del Partido dos Trabalhadores, Ângelo Vanhoni, elecciones municipales en Curitiba, la elección de un alcalde con 494 440 000 votos, 54.78% del total.
En su primer mandato, cuando asumió el frente ejecutivo del Ayuntamiento, Beto profundiza el conjunto de las políticas públicas de la ciudad, impulsada por la planificación ambiental, e introdujo un nuevo programa, basado en la construcción de las similitudes estructurales en la vida social, económica y de cultural .
Incluso en la primera administración, creó la Secretaría de Lucha contra las Drogas, que trabaja en la prevención y de sensibilización contra el tráfico y de consumo de drogas mediante programas dirigidos a jóvenes y de adolescentes que viven en barrios socialmente vulnerables.
Con la aprobación de alta de Curitiba y el apoyo de importantes líderes de Paraná, Beto Richa fue reelegido en la primera ronda, el alcalde de Curitiba, cargo que ocupó hasta 2012, con 778.514 votos, equivalentes al 77,27% de los votos válidos derrotar a los candidatos del Partido Laborista Gleisi Hoffmann, que ocupó el segundo lugar con 18,17% de los votos.
Esta nueva jerarquía se rige por el desarrollo sostenible y estableció una serie de inversiones en infraestructura social y urbana. Las regiones con los indicadores de desarrollo humano más bajos se asignaron el 70% de los recursos del presupuesto, un lugar destacado en las áreas de educación, salud, vivienda pública, la seguridad alimentaria, la protección social, transporte público e infraestructura vial.
La prioridad en la lucha contra la exclusión se armonizó con el desarrollo económico y preservación del medio ambiente.
Beto Richa intensificado el diálogo con la población, la promoción en cuatro años, 245 audiencias públicas - se celebró en los 75 distritos de Curitiba - en la que las comunidades organizadas pueden participar directamente en el establecimiento del presupuesto y de los programas y de políticas públicas municipales.
Richa completado la primera etapa de la Línea Verde, la construcción de carreteras de 9,2 kilómetros de longitud que incluye la ciudad, se establece el sexto corredor de transporte público y fomenta la creación de un nuevo eje de desarrollo económico. El proyecto, planeado por los gobiernos anteriores, fue ejecutado por Beto Richa y de el costo de las arcas públicas 154 millones de reales.

### Elecciones 2010
El 30 de marzo de 2010, renunció a su mandato como alcalde de Curitiba a ser elegible para el gobierno del estado de Paraná y 3 de octubre de 2010 fue elegido gobernador del estado en la primera ronda.